# Suzanne Habert
Suzanne Habert (1559/1561-1633) est une poétesse française.

## Biographie
Suzanne Habert est d'après La Croix du Maine, la fille de Pierre Habert et de Jacqueline de Montmillet.
Elle épousa Charles du Jardin, officier du Roi Henri III et demeura veuve à l'âge de 24 ans ; elle passait pour un prodige de science, et savait l'hébreu, le grec, le latin, l'italien, l'espagnol, la philosophie et même la théologie, ce qui lui acquit une grande réputation parmi les savants. Elle mourut en 1633 dans le monastère de Notre-Dame de Grace, à la Ville-l'Evêque près de Paris, où elle s'était retirée depuis près de 20 ans, laissant un grand nombre d'ouvrages manuscrits entre les mains d'Isaac Habert son neveu.

## Œuvres
- Œuvres poétiques (1582)